# Ulichsche Näherung
Die ulichschen Näherungen, auch Ulich’schen Näherungen geschrieben, bezeichnen in der Thermodynamik drei unterschiedliche Möglichkeiten, die Temperaturabhängigkeit der molaren, isobaren Wärmekapazitätsdifferenz {\displaystyle \Delta _{R}c_{p}} zwischen zwei chemischen Zuständen anzunähern. Diese ermöglichen eine deutlich vereinfachte Berechnung der Temperaturabhängigkeit z. B. der molaren Reaktionsenthalpie {\displaystyle \Delta _{R}H_{m}} oder der molaren Reaktionsentropie {\displaystyle \Delta _{R}S_{m}}.
Eingeführt wurden sie von dem deutschen Chemiker Hermann Ulich (* 13. Januar 1895 in Dresden; † 14. April 1945 in Karlsruhe).

## Grundlagen
Aus den totalen Differentialen der molaren Enthalpie und der molaren Entropie lässt sich ableiten, dass ihre isobare Temperaturänderung von der molaren, isobaren Wärmekapazität abhängt:
{\displaystyle dH=\delta Q+Vdp\Rightarrow \left({\frac {\partial H_{m}}{\partial T}}\right)_{p}=\left({\frac {\delta Q}{\partial T}}\right)_{p}=c_{p}}
{\displaystyle dS={\frac {\delta Q}{T}}\Rightarrow \left({\frac {\partial S_{m}}{\partial T}}\right)_{p}={\frac {1}{T}}\left({\frac {\delta Q}{\partial T}}\right)_{p}={\frac {c_{p}}{T}}}
Damit ergibt sich für die molare Standardenthalpie {\displaystyle H_{m}^{0}} bei der Temperatur {\displaystyle T}:
{\displaystyle H_{m}^{0}(T)=H_{m}^{0}(T_{0})+\int _{T_{0}}^{T}c_{p}(T')dT'}
wobei {\displaystyle H_{m}^{0}(T_{0})} die Standardenthalpie bei 298 K ist. Für die molare Standardentropie ergibt sich analog:
{\displaystyle S_{m}^{0}(T)=S_{m}^{0}(T_{0})+\int _{T_{0}}^{T}{\frac {c_{p}(T')}{T'}}dT'}
Im Falle chemischer Reaktionen oder physikalischer Zustandsänderungen rechnet man mit der Reaktionsenthalpie {\displaystyle \Delta _{R}H_{m}^{0}}, der Differenz der Produktenthalpien und der Eduktenthalpien.
{\displaystyle \Delta _{R}H_{m}^{0}(T)=H_{m}^{0}(T_{0})_{\text{Produkte}}+\int _{T_{0}}^{T}c_{p}(T')_{\text{Produkte}}dT'-H_{m}^{0}(T_{0})_{\text{Edukte}}-\int _{T_{0}}^{T}c_{p}(T')_{\text{Edukte}}}
{\displaystyle =\Delta _{R}H_{m}^{0}(T_{0})+\int _{T_{0}}^{T}\Delta _{R}c_{p}(T')dT'}
Ebenso für die Entropie:
{\displaystyle \Delta _{R}S_{m}^{0}(T)=\Delta _{R}S_{m}^{0}(T_{0})+\int _{T_{0}}^{T}{\frac {\Delta _{R}c_{p}(T')}{T'}}dT'}
Da der genau Verlauf der Funktion {\displaystyle \Delta _{R}c_{p}(T')} meistens unbekannt ist, nutzt man in theoretischen Berechnungen häufig die Ulich’schen Näherungen, um die Integrale zu vereinfachen.

## Ulich’sche Näherungen

### Erste Ulich’sche Näherung
{\displaystyle \Delta _{R}c_{p}(T')=0}
Dies wäre der Fall, wenn Produkte und Edukte die gleiche molare Wärmekapazität hätten.
Daraus folgt, dass die molare Standardreaktionsenthalpie oder -entropie temperaturunabhängig ist, also für alle Temperaturen {\displaystyle T} denselben Wert hat.
Damit vereinfacht sich beispielsweise die Berechnung der freien Reaktionsenthalpie auf:
{\displaystyle \Delta _{R}G_{m}^{0}=\Delta _{R}H_{m}^{0}-T\Delta _{R}S_{m}^{0}}

### Zweite Ulich’sche Näherung
{\displaystyle \Delta _{R}c_{p}(T')=\alpha ={\text{konst.}}}
Dies ergäbe sich beispielsweise, wenn die Temperaturänderung der Edukte genau die der Produkte nivilieren würde. Im Allgemeinen ist dies allerdings nicht der Fall. Typischerweise kann man für einen bestimmten Temperaturbereich einen Mittelwert für {\displaystyle \Delta c_{p}}, wählen, sodass die Abweichungen aufgrund der Temperaturabhängigkeit klein bleiben.
Die Standardreaktionsenthalpien bzw. -entropien berechnen sich dann wie folgt.
{\displaystyle \Delta _{R}H_{m}^{0}(T)=\Delta _{R}H_{m}^{0}(T_{0})+\alpha (T-T_{0})}
{\displaystyle \Delta _{R}S_{m}^{0}(T)=\Delta _{R}S_{m}^{0}(T_{0})+\alpha \cdot \ln \left({\frac {T}{T_{0}}}\right)}

### Dritte Ulich’sche Näherung
Statt wie in der 2. Näherung einen Mittelwert für einen Temperaturbereich zu wählen, unterteilt man in der dritten Näherung einen größeren Bereich in mehrere Intervalle. Für jedes legt man einen Mittelwert für {\displaystyle \Delta _{R}c_{p}} fest, sodass {\displaystyle \Delta _{R}c_{p}(T)} den Verlauf einer Stufenfunktion erhält:
{\displaystyle \Delta _{R}c_{p}(T)={\begin{cases}\alpha _{1},&{\text{für }}T_{0}\leq T<T_{1}{\text{,}}\\\alpha _{1},&{\text{für }}T_{1}\leq T<T_{2}{\text{,}}\\\alpha _{2},&{\text{für }}T_{2}\leq T<T_{3}{\text{,}}\\\ldots \end{cases}}}
Das Integral zur Berechnung der Standardreaktionsenthalpien bzw. -entropien lässt sich dann in mehrere Integrale über die einzelnen Teilintervalle zerlegen, die man voneinander gesondert ausrechnen kann.
{\displaystyle \Delta _{R}H_{m}^{0}(T)=\Delta _{R}H_{m}^{0}(T_{0})+\int _{T_{0}}^{T_{1}}\alpha _{1}dT'+\int _{T_{1}}^{T_{2}}\alpha _{2}dT'+\int _{T_{2}}^{T_{3}}\alpha _{3}dT'+\dots }
{\displaystyle \Delta _{R}S_{m}^{0}(T)=\Delta _{R}S_{m}^{0}(T_{0})+\int _{T_{0}}^{T_{1}}{\frac {\alpha _{1}}{T'}}dT'+\int _{T_{1}}^{T_{2}}{\frac {\alpha _{2}}{T'}}dT'+\int _{T_{2}}^{T_{3}}{\frac {\alpha _{3}}{T'}}dT'+\ldots }

## Anwendung
Allgemein lässt sich über die Standardreaktionsenthalpie {\displaystyle \Delta _{R}H_{m}^{0}(T)} und Standardreaktionsentropie {\displaystyle \Delta _{R}S_{m}^{0}(T)} auch die freie Standardreaktionsenthalpie
{\displaystyle \Delta _{R}G_{m}^{0}(T)=\Delta _{R}H_{m}^{0}(T)-T\cdot \Delta _{R}S_{m}^{0}(T)}
bestimmen. In diesem Zusammenhang werden die Ulich’schen Näherungen beispielsweise bei Aussagen über die Temperaturabhängigkeit der  Gleichgewichtskonstante chemischer Gleichgewichte angewendet.